# Fabia byssomiae
Fabia byssomiae är en kräftdjursart som först beskrevs av Thomas Say 1818.  Fabia byssomiae ingår i släktet Fabia och familjen Pinnotheridae. Inga underarter finns listade i Catalogue of Life.